# Santa Louvação
Santa Louvação é o quarto álbum de estúdio do cantor e compositor Carlinhos Veiga. Lançado de forma independente em 2003, o álbum visou reunir canções evangélicas de teor congregacional em ritmos brasileiros. A obra foi gravada em um estúdio de Brasília em apenas dezesseis horas, com a produção musical de Carlinhos Veiga em parceria com Nelsinho Rios.

## Faixas
1. "Deus é bom em todo o Tempo"
2. "Força e Fortaleza (Sl. 18)"
3. "Kakuli"
4. "Divino Companheiro"
5. "Xote do Cristão"
6. "Teu É o Céu"
7. "Vencendo Vem Jesus"
8. "Celebraremos com Danças"
9. "Fim de Tarde no Portão"
10. "Lá na Mata"
11. "Vivificação"
12. "Magnificar"
13. "Olha o Click"